# 合議
合議（ごうぎ）とは、相談する事である。ここでは剣道の合議について解説する。なお、一般の意味の合議については合議制を参照。

## 剣道の合議
剣道における合議は、以下の事案を検討することを指す。
1. 有効打突の取り消し
2. 審判員の錯誤
3. 反則の事実が不明瞭な場合
4. 規則の運用および実施の疑義

合議が行われている間、競技者は開始線で立ったまま納刀した後、境界線の内側まで後退し、蹲踞もしくは正座で待機する。